# Burg Pain
Die Burg Pain (oder Pahin, Bojenstein, Baienstein) war eine Befestigung im Bereich der Kirche oder des historischen Spitals (Hospitium) in Sankt Nikola an der Donau in Oberösterreich. 

## Lage
Burg Pain war schon früh an einer strategisch wichtigen Stelle in Sankt Nikola an der Donau errichtet worden. Sie war Teil eines alten Maut- und Sicherungssystems entlang der Donau im Strudengau. 
Diese mehrheitlich am Nordufer in Oberösterreich gelegenen Burgen und Türme waren (von West nach Ost): Kosenburg, Greinburg (jüngerer Verwaltungsmittelpunkt), Wörth, Werfenstein (ursprünglicher Verwaltungsmittelpunkt), Helchenburg, Hausstein, Langenstein, Pain, Mautturm und Burg Sarmingstein. Am südlichen Donauufer in Niederösterreich befand sich Freyenstein.
Unweit der Burg Pain befand sich in der Donau der gefürchtete Wirbel (Werfel, Donauwirbel, Schifffahrtshindernis). Gegenüber der Burg lag nahe dem niederösterreichischen Donauufer die Hausstein-Insel mit ihrer Burg Hausstein.

## Geschichte
1037 wird Bojenstein bzw. Baienstein erwähnt, 1185 Pahin. Diese Burg dürfte in Sankt Nikola vermutlich in der Nähe der heutigen Kirche und des historischen Spitals (Adresse Sankt Nikola Nr. 1) gestanden haben. 
Beatrix, Gemahlin des Walchun von Machland zu Chlamm, stiftete im Jahre 1141 ein Hospitium Pahin zur Aufnahme und Beherbergung von Reisenden und Vorüberziehenden und baute hierzu auch eine Kirche. Nach 1300 wird Pain durch Herzog Albrecht dem Heinrich I. von Volkenstorf verliehen. Im Jahr 1314 verpfändete Herzog Friedrich der Schöne Werfenstein, Hausstein und Pain dem Albero von Volkenstorf. Um diese Zeit dürfte die Burg Pain aber bereits abgekommen sein. Eine Linie der Herren von Pain besaß das Schloss Holzheim in Leonding bei Linz (auch Painherrnhof genannt).

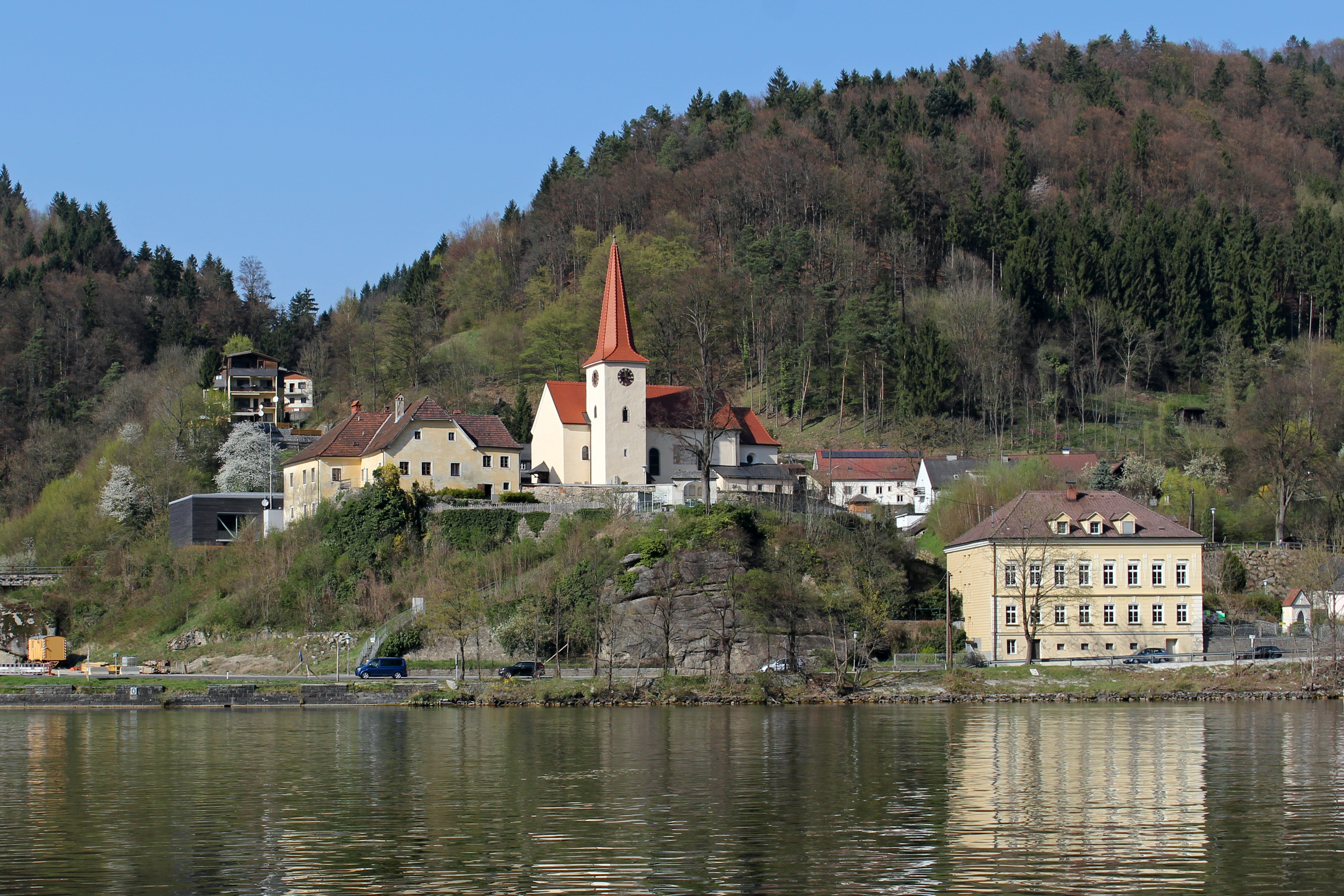
Sankt Nikola an der Donau. Pfarrhof, Kirche und Schule. 2014